# Gomphomastax juniperi
Gomphomastax juniperi är en insektsart som beskrevs av Bei-bienko 1948. Gomphomastax juniperi ingår i släktet Gomphomastax och familjen Eumastacidae. Inga underarter finns listade i Catalogue of Life.